# Жизнь Мухомацу (фильм, 1958)
«Жизнь Мухомацу» (в советских энциклопедических изданиях упоминается как «Мухомацу, человек-рикша»; в прокате СССР демонстрировался с января 1960 года под названием «Человек-рикша»; яп. 無法松の一生, мухомацу-но иссэй; англ. The Life of Wild Matsu) — фильм-драма режиссёра Хироси Инагаки с участием звезды японского кино Тосиро Мифунэ, вышедший на экраны в 1958 году. Экранизация романа Сюнсаку Иваситы «Жизнь Мацу Неприрученного». Фильм удостоен Золотого льва 19-го Международного кинофестиваля в Венеции.

## Сюжет
Жил в городе Куруме рикша по имени Мацугоро. Был он озорной, весёлый, смелый, никому ничего не уступал, не прощал никаких обид. За грубость и озорство его прозвали «Неприрученным». Все его побаивались, но и уважали за справедливость и доброту.
Однажды Мацугоро увидел, как ребятишки прыгали с дерева и один из них не решался последовать за товарищами. Мацу начал стыдить его — мужчина должен быть смелым. Мальчуган прыгнул и ушиб ногу. Пришлось Мацу доставить его домой. Так впервые он увидел мать Тосиро — красавицу Рёоко, жену лейтенанта Ёсиока. Сильно простудившись, умер отец Тосио, и Мацу стал верным и преданным другом мальчика. Как будто подменили рикшу — он стал внимательным, нежным, играл с Тосио, защищал его от драчунов, помогал воспитывать его. И всё это делал он из любви к прекрасной Рёоко.
Шли годы, вырос Тосио, уехал учиться в университет, теперь ему больше не стал нужен его преданный друг Мацу, он даже стеснялся его. Тоскливо и одиноко было на душе у Мацу, его единственная радость в жизни — Тосио не был с ним. А в своей любви к Рёоко он не признался бы даже под страхом смерти. Ведь он неграмотный простой, бедный рикша, а она госпожа.
С горя запил Мацу, и однажды морозным утром его нашли мёртвым в снегу. Все свои сбережения он завещал Тосио и Рёоко.

## В ролях
- Тосиро Мифунэ — Мацугоро
- Хидэко Такаминэ — Рёоко Ёсиока, вдова лейтенанта Котаро
- Хироси Акутагава — лейтенант Котаро Ёсиока
- Тёко Иида — Отора, хозяйка гостиницы
- Тисю Рю — арбитр Юко
- Каору Мацумото — юный Тосио Ёсиока
- Кэндзи Касахара — Тосио Ёсиока
- Харуо Танака — Кумакити (Кума)
- Дзюн Татара — работник театра
- Нобуо Накамура — брат Ёсико
- Тиэко Накакита — заловка Ёсико
- Бокудзэн Хидари — хозяин таверны
- Итиро Арисима — разносчик медикаментов
- Кокутэн Кодо — Масаи Юдзи

## Премьеры
- — национальная премьера фильма состоялась 22 апреля 1958 года в Токио[3].
- — мировая премьера фильма прошла в Италии в сентябре 1958 года в рамках конкурсного показа на Венецианском кинофестивале[3].
- — премьера во Франции 12 декабря 1958 года[3].
- — фильм демонстрировался в советском кинопрокате с января 1960 года под названием «Человек-рикша»[4].
- — на американском континенте фильм впервые был показан в США 3 мая 1960 года[3].

## Награды и номинации
Международный кинофестиваль в Венеции (1958)
- Главный приз «Золотой лев» святого Марка

Кинопремия «Кинэма Дзюмпо»
- номинация на премию за лучший фильм 1958 года, однако по результатам голосования занял лишь 7 место.

## О фильме
Режиссёр Хироси Инагаки уже снимал в 1943 году «Жизнь Мухомацу» (основанный на этом же самом сценарии) со звездой фильмов «дзидайгэки» Цумасабуро Бандо в главной роли. Спустя пятнадцать лет он решил сделать ремейк собственной картины в цвете и в расчёте на популярность звезды нового поколения Тосиро Мифунэ.
Мифунэ, связанный контрактом с «Тохо», не мог отказаться от роли, но относился к этой работе с нескрываемой неприязнью, о чём признался в одном из своих интервью:

«Этот фильм был повторением ранее поставленной картины. Я не был удовлетворён. Связанный контрактом со студией, я был вынужден выполнять свои обязательства. Я не люблю повторений, так как зрители, видевшие оригинальную версию, смотрят затем и новую, которая, как правило, проигрывает в сравнении...»

И хотя фильм 1958 года получился намного более успешным, нежели его предшественник, а получив «Золотого льва» Венецианского кинофестиваля — обошёл все экраны мира (от США до СССР), он так и остался нелюбимым дитятей актёра. Известный российский киновед и критик Инна Генс в своей книге об актёре Тосиро Мифунэ объясняет его отношение к этой работе:

«... У Мифунэ остро развито чувство самокритичности. Широкая известность не вскружила ему голову. Его природная скромность, которую не поколебали годы, выражается в первую очередь в недооценке того, что им сделано».

## Комментарии
1. ↑  В советском прокате фильм демонстрировался с января 1960 года, р/у Госкино СССР № 1255/59 (до 19 ноября 1964 года) — опубликовано: «Аннотированный каталог фильмов действующего фонда: Художественные фильмы», М.: «Искусство»-1963, С. 361.